# Polyneura (algue)
Pour les articles homonymes, voir Polyneura.
Cet article concerne Polyneura (J.Agardh) Kylin, 1924. Pour Polyneura  Peter, 1924, voir Panicum.
Genre
Synonymes
- Searlesia C.W.Schneider & N.J.Eisman, 1979[2]

Polyneura est un genre d’algues rouges de la famille des Delesseriaceae.

## Liste d'espèces
Selon AlgaeBase (3 février 2019) et World Register of Marine Species (3 février 2019) :
- Polyneura bonnemaisonii (C.Agardh) Maggs & Hommersand, 1993
- Polyneura californica J.Agardh, 1899
- Polyneura denticulata Feldmann
- Polyneura latissima (Harvey) Kylin, 1924
- Polyneura litterata (J.Agardh) Kylin, 1924
- Polyneura subtropica (C.W.Schneider) T.Yoshida & Mikami, 1991
- Polyneura venosa (Harvey) Papenfuss, 1968

Selon BioLib (3 février 2019) :
- Polyneura subtropica (C.W.Schneider) T.Yoshida & Mikami

Selon ITIS (3 février 2019) :
- Polyneura gmelinii
- Polyneura hilliae
- Polyneura latissima

Selon NCBI (3 février 2019) :
- Polyneura bonnemaisonii
- Polyneura japonica (Yamada) Mikami
- Polyneura latissima